# Winter World University Games 2025/Teilnehmer (Neuseeland)
| Gelbes Symbol für Goldmedaillen mit stilisierten Olympischen Ringen | Graues Symbol für Silbermedaillen mit stilisierten Olympischen Ringen | Braundes Symbol für Bronzemedaillen mit stilisierten Olympischen Ringen |
| ------------------------------------------------------------------- | --------------------------------------------------------------------- | ----------------------------------------------------------------------- |
| —                                                                   | —                                                                     | —                                                                       |

Neuseeland nahm mit 5 Athleten an den Winter World University Games 2025 in Turin teil.

## Teilnehmer nach Sportarten

### Ski Alpin
| Athleten      | Wettbewerbe        | 1. Lauf     | 1. Lauf | 2. Lauf     | 2. Lauf | Gesamt      | Gesamt |
| Athleten      | Wettbewerbe        | Zeit        | Rang    | Zeit        | Rang    | Zeit        | Rang   |
| ------------- | ------------------ | ----------- | ------- | ----------- | ------- | ----------- | ------ |
| Männer        |                    |             |         |             |         |             |        |
| Sam Woods     | Super-G            | xxx         | xxx     | xxx         | xxx     | DNF         | DNF    |
| Sam Woods     | Riesenslalom       | DNF         | DNF     | DNF         | DNF     | DNF         | DNF    |
| Sam Woods     | Slalom             | DSQ         | DSQ     | DSQ         | DSQ     | DSQ         | DSQ    |
| Sam Woods     | Alpine Kombination | 1:01,44 min | 36      | 43,99 s     | 39      | 1:45,43 min | 34     |
| Alec Jackson  | Riesenslalom       | 1:05,93 min | 56      | 1:06,88 min | 51      | 2:12,81 min | 50     |
| Alec Jackson  | Slalom             | 42,88 s     | 26      | 40,12 s     | 7       | 1:23,00 min | 21     |
| Toby Jackson  | Riesenslalom       | 1:06,07 min | 57      | 1:07,51 min | 54      | 2:13,58 min | 53     |
| Toby Jackson  | Slalom             | 45,33 s     | 44      | 43,39 s     | 33      | 1:28,72 min | 32     |
| Samuel Hadley | Riesenslalom       | 1:04,18 min | 46      | DNF         | DNF     | DNF         | DNF    |
| Samuel Hadley | Slalom             | 44,20 s     | 38      | 42,37 s     | 29      | 1:26,57 min | 29     |
| Jesse Mutton  | Riesenslalom       | 1:07,01 min | 61      | 1:07,27 min | 53      | 2:14,28 min | 54     |
| Jesse Mutton  | Slalom             | 46,72 s     | 49      | DNF         | DNF     | DNF         | DNF    |